# Connection (film)
Pour l’article homonyme, voir Connection.
Pour plus de détails, voir Fiche technique et Distribution.
Connection (The Connection) est un film américain réalisé par Shirley Clarke adapté d’une pièce de théâtre de Jack Gerber (qui scénarisa également le film) mise en scène par la troupe Living Theater et sorti en 1961.
Conçu comme un documentaire fictif, la caméra suit les pas d'un jeune réalisateur tournant un film avec des musiciens de jazz et des artistes, tous toxicomanes, qui attendent chacun leur dealer d'héroïne : celui-ci se trouve être une même et unique personne, formant donc le lien (the connection) entre tous les protagonistes.

## Synopsis
Un écran titre annonce que le film est le résultat d’images trouvées, qui ont été recueillies par le caméraman J.J. Burden, qui travaillait pour le célèbre documentariste Jim Dunn, qui a depuis lors disparu sans laisser de traces.
Dans un immeuble de Greenwich Village, alors que huit amis se morfondent en attendant l'arrivée de leur dealer nommé Cowboy, chacun a accepté de se faire filmer par Jim Dunn et J.J Burden dans le cadre d'un documentaire sur la toxicomanie. Pour passer le temps, quatre d’entre eux commencent à jouer du jazz pendant que que Dunn leur pose tour à tour des questions personnelles. Finalement, Cowboy se présente, le groupe stupéfait de le voir escorter par Sœur Salvatrice, une dame âgée membre de l’armée du Salut, qui ignore leur dépendance à la drogue. Chacun va dans la salle de bain s'injecter la drogue pour éviter d'être vu par elle.
Un peu plus tard, sous la pression du groupe, qui l'accuse de les exploiter, Dunn accepte d’essayer l’héroïne et tombe presque immédiatement malade à cause des effets, qui sont beaucoup plus forts sur lui que sur les autres. Malgré cela, on continue le tournage tout en les encourageant à jouer de manière plus cinématographique. Le réalisateur va jusqu'à dire à Cowboy qu’il a déjà pensé à faire de lui le héros de son film. Pendant ce temps, Leach se plaint à Cowboy que sa dose ne le défonce pas et agacé, le dealer lui donne une nouvelle dose, qu'il s'injecte immédiatement sous les yeux du caméraman. Leach fait alors une overdose mais Cowboy parvient à le ranimer malgré le bad trip qui s'ensuit.
Les hommes qui restent attendent que leur prochaine connexion se présente et tandis que Jim se tourne vers J.J., lui dit que le film lui appartient désormais et va rejoindre les autres toxicomanes qui l’attendent.

## Fiche technique
- Titre : Connection
- Titre original : The Connection
- Réalisation : Shirley Clarke
- Scénario : Jack Gelber
- Production : Lewis M. Allen, Shirley Clarke et Jim Di Gangi
- Musique : Freddie Redd
- Photographie : Arthur J. Ornitz
- Montage : Shirley Clarke
- Décors : Richard Sylbert
- Costumes : Ruth Morley
- Pays d'origine : États-Unis
- Format : Couleurs - Mono
- Genre : Drame
- Durée : 110 minutes
- Date de sortie : 1961

## Distribution
- Warren Finnerty : Leach
- Jerome Raphael : Solly
- Garry Goodrow : Ernie
- James Anderson : Sam
- Carl Lee : Cowboy
- Barbara Winchester : Sœur Salvation
- Henry Proach : Harry
- Roscoe Lee Browne : J. J. Burden
- Jackie McLean : Joueur de saxo

## Critique presse
L'année de sa sortie, Sight & Sound loue l'usage de la caméra tout au long du film donnant un sentiment inconfortable aux spectateurs.
En 1962, The New York Times n'apprécie pas le film disant qu'il y a peu de choses à son sujet pour justifier un intérêt ou le distinguer en tant qu’œuvre d’art cinématographique importante.
En 1998, Libération qualifie le film de vrai film de fiction sur un faux documentaire, concentré de la culture poésie-came-jazz de l'époque à métaphore jazzy.
En 1999, le Dictionnaire des drogues, des toxicomanies et des dépendances parle du film aussi saisissant que froid.
En 2013, Le Monde rappelle l'historique et le contexte de sortie du film. Slate parle quant à lui d'un film incroyable à l'humour triste.
En 2015, Le Jazzophone salue une étouffante plongée en huis clos dans le monde de la junkietude. Pour sa part, The New Yorker parle d'une étape importante du cinéma indépendant et d’un des meilleurs films de jazz.
En 2017, The Guardian appréciait et rappelait l'histoire du film.

## Distinctions
Sauf information contraire, les données contenues dans cette section peuvent être confirmer par Mubi.

### Festival

#### Récompense
- 1961 : Locarno International Film Festival - Lauréat Best First Feature Prize

#### Sélection
- 1985 : Berlin International Film Festival
- 1987 : Locarno International Film Festival
- 2003 : Locarno International Film Festival
- 2016 : Tokyo International Film Festival
- 2022 : Festival international du film documentaire de Jihlava
- 2023 : 
  - Doclisboa International Film Festival
  - Festival international du film documentaire d'Amsterdam

## Autour du film
Bien que n'appartenant pas à la sélection officielle, ce film fut présenté au Festival de Cannes en 1961 sous la pression de l'Association Française de la Critique de Cinéma et sera à l'origine de la Semaine internationale de la critique. D'abord censuré par les autorités américaines pour vulgarité et indécence, le film sort finalement aux États-Unis en 1962.
Le 4 mai 2012, Milestone Films publie une version restaurée par UCLA Film and Television Archive.

## Article annexe
- Psychotrope au cinéma et à la télévision